# Richard Hill (2e baronnet)
Pour les articles homonymes, voir Richard Hill et Hill.
Richard Hill, 2e baronnet de Hawkstone (6 juin 1732 - 28 août 1808), est un éminent revivaliste religieux et député conservateur du Shropshire de 1780 à 1806.

## Biographie
Il est le fils aîné de Rowland Hill, 1er baronnet, qui est aussi un cousin germain de Thomas Hill, de Tern, (aujourd'hui Attingham Park). Sa mère est Jane, fille de Brian Broughton, 3e baronnet, de Broughton, par Elizabeth Delves. Les collines de Hawkstone doivent leur statut et leur fortune au « grand Hill », Richard Hill (1655-1727), diplomate et homme d'État, grand-oncle de Richard Hill. Son neveu, Rowland, est un soldat distingué, créé vicomte Hill de Hawkstone (mort en 1842), et son frère est le prédicateur évangélique, également nommé Rowland Hill (prédicateur) (en).
Richard Hill fait ses études à la Shrewsbury School, à la Westminster School et au Magdalen College d'Oxford. Il devient un écrivain de brochures religieuses, un protecteur des méthodistes et tolérant des dissidents, qui soutiennent George Whitefield contre John Wesley. Au Parlement, il est un partisan de William Pitt le Jeune.
Hill développe le jardin paysager de Hawkstone comme l'un des plus remarquables et des plus visités de la journée, avec ses caractéristiques de folies et de grottes, et sa colonne surmontée d'une statue de son ancêtre, Sir Rowland Hill, le premier lord-maire protestant de Londres. Il crée un jardin d'épiphanie, un paysage qui montrerait la majesté de Dieu dans la grandeur naturelle des collines escarpées du Shropshire : les très rares jardins sublimes du pays." Il comportait un circuit de 10 miles de nouveautés, y compris des scènes représentant la Suisse et Tahiti. Son visiteur excité a été laissé perché sur une « étagère du corbeau », au-dessous de laquelle des falaises tombaient à des centaines de pieds.
Le domaine de Sir Richard Hill est vaste, même selon les normes de l'époque, mais non sans difficultés dans son administration. En 1790, son intendant, George Downward, est trouvé négligent, mais Hill ne le renvoie pas. L'extravagance continue : en 1796 Hill ne recule pas devant un scrutin parlementaire très coûteux avec ses parents d'Attingham, William Hill, et en 1816, le domaine Hawkstone est durement touché par l'échec de Thomas Eyton, receveur général du Shropshire.
Sa tombe à Hodnet dans le Shropshire est sculptée par John Carline .

## Travaux
- Deep Things of God : Ou, Lait et Viande Forte : Contenant des Remarques et Méditations Spirituelles et Expérimentales, Adaptées aux Cas des Bébés, des Jeunes Hommes et...